# Golfo Vičany
Il golfo Vičany (in russo губа Вичаны?, guba Vičany) è un'insenatura lungo la costa settentrionale russa, nell'oblast' di Murmansk, amministrata dal circondario della città chiusa di Zaozërsk. È situato nella parte sud-occidentale del mare di Barents.

## Geografia
Il golfo si apre verso nord, sulla costa meridionale del più ampio golfo Motovskij, poco a est del golfo della Zapadnaja Lica. Ha una lunghezza di 5,8 km e una larghezza massima di circa 3,7 km all'ingresso. La profondità massima è di 129 m.
All'interno, il golfo si ramifica in alcune insenature minori, tra esse le maggiori sono la baia Aras (бухта Арас) a ovest e la baia Vičannoe Ozerko (бухта Вичанное Озерко) a est, la cui imboccatura talvolta si asciuga creando un piccolo lago.
Nel golfo sfociano diversi brevi corsi d'acqua.
All'imboccatura si trovano le isole Vičany (острова Вичаны), un gruppo composto da due isole maggiori (Zapadnyj Vičany e Vostočnyj Vičany) e alcuni isolotti e scogli senza nome. Poco a nord dell'ingresso e delle Vičany si trova la piccola isola Bljudce. Nei pressi dell'ingresso della baia Aras si trova invece un altro isolotto senza nome.
Le coste sono quasi ovunque alte e rocciose e a ovest raggiungono i 208,2 m d'altezza. Solo a sud, nei pressi della foce di uno degli immissari, le rive sono basse e sabbiose.